# Igarapé-Miri
Igarapé-Miri là một đô thị thuộc bang Pará, Brasil. Đô thị này có diện tích 1996,823 km², dân số năm 2007 là 54673 người, mật độ 27,38 người/km².